# Challenger de Ho Chi Minh City
El Challenger de Ho Chi Minh City es un torneo profesional de tenis. Pertenece al ATP Challenger Series. Se juega desde el año 2015 sobre pistas dura, en la Ciudad Ho Chi Minh, Vietnam.

## Palmarés

### Individuales
| Año  | Campeón         | Finalista       | Resultado     |
| ---- | --------------- | --------------- | ------------- |
| 2015 | Saketh Myneni   | Jordan Thompson | 7–5, 6–3      |
| 2016 | Jordan Thompson | Go Soeda        | 5-7, 7-5, 6-1 |

### Dobles
| Año  | Campeones                             | Finalistas                                | Resultado        |
| ---- | ------------------------------------- | ----------------------------------------- | ---------------- |
| 2015 | Tristan Lamasine Nils Langer          | Saketh Myneni Sanam Singh                 | 1–6, 6–3, [10–8] |
| 2016 | Sanchai Ratiwatana Sonchat Ratiwatana | Jeevan Nedunchezhiyan Ramkumar Ramanathan | 7-5, 6-4         |